# García de Gúdal
García de Gúdal (?-1236)  fue un religioso de origen noble que ejerció como obispo de la diócesis de Huesca entre los años 1201 y 1236, cuando renunció debido a su avanzada edad.

## Orígenes familiares
Su familia era de origen noble, estando asentada probablemente en Alquézar y apareciendo entre las familias vinculadas a la familia real al igual que están documentados sus sobrinos Asalido de Gúdal, quien participó en la repartición de los pueblos de Valencia tras su conquista por Jaime I al ser uno de sus colaboradores cercanos y que recibió la alquería de Puzol, y Pedro de Gúdal.

## Biografía
Se desconoce tanto el lugar como la fecha de su nacimiento aunque si se sabe que era un monje del císter en el momento de su elección como obispo de Huesca y Jaca en el 1201 tras la muerte del obispo Ricardo.
Se tiene constancia de que estuvo en Roma entre diciembre del 1202 y mayo del 1203, probablemente debido a la redacción por parte de Inocencio III de la bula papal In eminenti sèdis fechada en el 27 de mayo en Ferrentini, en la cual la diócesis de Huesca quedaba bajo el patronato de San Pedro y la regla de San Agustín, que prohibía la admisión de canónigos laicos y su tenencia de prioratos y arcedianatos por parte de los mismos, algo que había estado ocurriendo previamente en la diócesis y que dejó de suceder después de la bula papal, aunque si que continuaron existiendo canónigos seculares ya que estos no habían sido prohibidos por el Papa. En esta bula papal también se reconocía la pertenencia de las iglesias de Barbastro y Alquezar a la diócesis oscense, algo que había sido disputado por la diócesis de Lérida previamente.

### Reforma administrativa de la diócesis

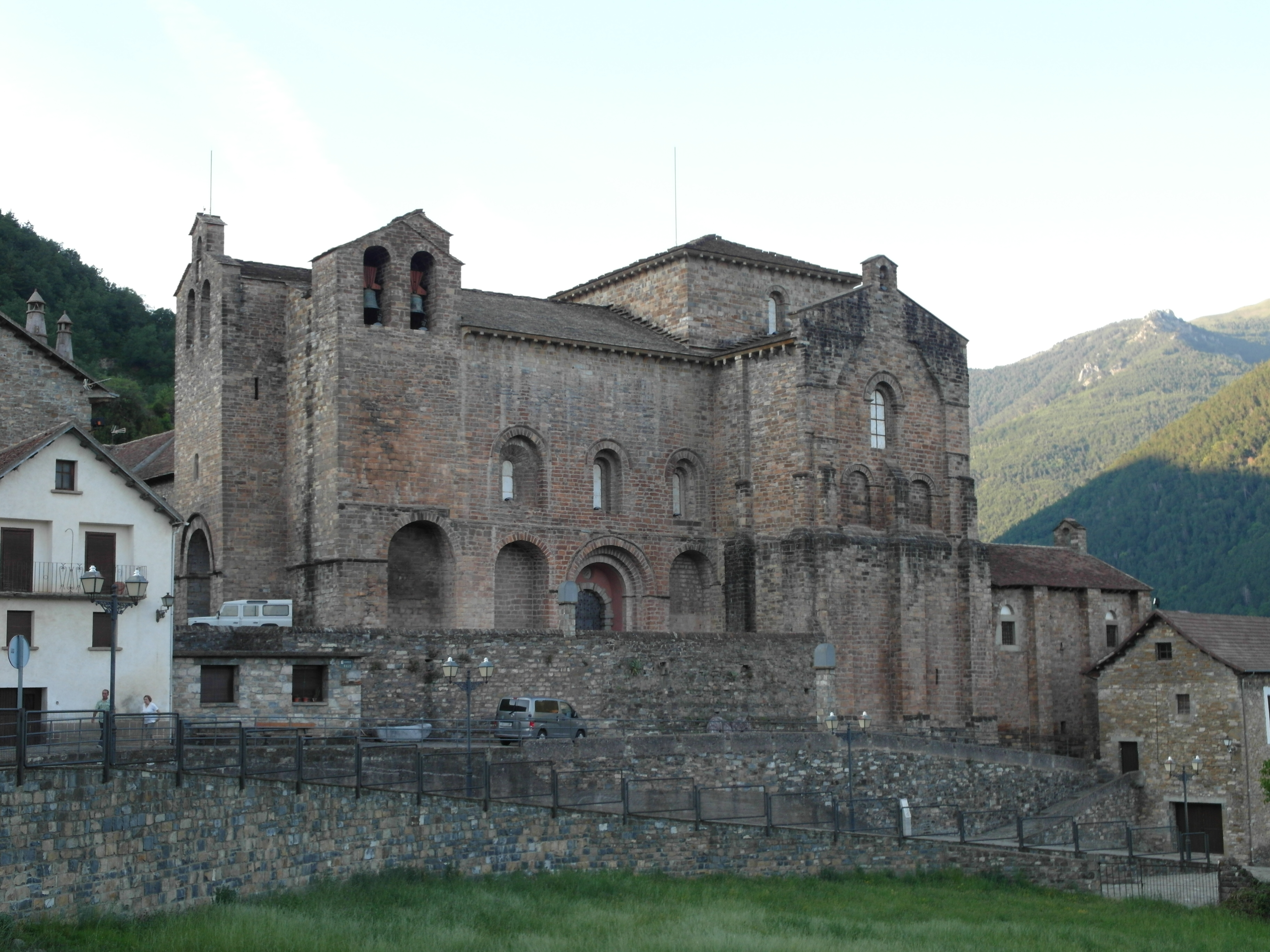
Durante el gobierno de García de Gúdal el monasterio de San Pedro de Siresa se encontraba en decadencia, algo que intentó corregir al donarle las iglesias de Javierregay y Casteriello.

Poco después de su elección como obispo realizó reformas administrativas como la reforma de la canónica de Huesca el dos de febrero del 1202 y la de Jaca entre el 25 y el 31 de marzo del mismo año, creando en consecuencia la mensa episcopal y canonical en las que dividía el patrimonio de las diócesis en las mensa episcopi Oscensis, que retenía las que ya había tenido asignadas previamente como fueron las de iglesias de poblaciones como Almudévar, Anzano o Aniés, la mensa episcopi Jacensis, a la que asignó los prioratos de Siresa, Sásabe-Laurés, Lierda, Lasieso y Santa María de Latre mensa canonicorum Osensis, que iba a mantener en su propiedad todas las posesiones y derechos eclesiásticos que hasta entonces había tenido la mensa común entre los ríos Flúmen y Gállego mientras que la mensa canonicorum Jacce se le asignaban las propias en las poblaciones de Jaca, Borrés, Senegüés y otras así como el arcedianato que se ubicaba entre la población de Villanovilla y el cauce del río Gállego y los valles de Atarés, Aruej, Garcipollera y Tena.
A pesar de sus reformas iniciales respecto al patrimonio y administración de las diócesis ambos cabildos ambas mensas pasaron por apuros económicos, como denota el sínodo convocado en Jaca en el 1208 para atajar la situación, y contrajeron deudas cuantificadas en ocho mil sueldos que se debían de pagar en enero del 1210, algo que sería facilitado por el resarcimiento por parte del rey Pedro II de los diezmos sobre la moneda jaquesa que había retenido, aun así las deudas siguieron estando presentes en la mensa oscense, debiendo en el 1218 quinientos áureos que se debían de pagar en tres años mientras que la jaquesa se encontraba en una situación similar con el arcedianato de Sodoruel que a pesar de ser vinculado por el papa legal a la mensa jacetana había sido dado a Jacinto, quien era un canónigo en San Pedro de Roma, y que a través de una bula papal del 13 de febrero del 1220 en Viterbo de Honorio III, obtenida durante el segundo viaje del obispo, prohibía que tras la muerte del canónigo el arcedianato se donase a otro canónigo ya que este era parte de la mensa jacetana, anexión que se realizó finalmente el 7 de febrero de 1226 y finalmente en el 24 de abril se regula de forma mucho más laxa con el gasto, dando a entender que las estrecheces económicas habían terminado.
Posteriormente en septiembre del 1227 procedió a reformar los estatutos de la iglesia de Barbastro, indicando que debía de existir en la misma ocho presbíteros, seis diáconos y seis subdiáconos, pasando a reformar la vida eclesiástica de la misma posteriormente en el 1228.
Finalmente el papa Gregorio IX en su bula del 1235 asignaba la culpa del desequilibrio en la diócesis oscense al obispo, citando la precipitada división de las mensas aunque posteriormente también se han señalado como culpables del estado ruinoso de las arcas y diócesis de las malas cosechas y de la intromisión real en las rentas eclesiásticas. Finalmente y tras presiones del papa, García de Gúdal renunció a su mitra el 6 de julio del 1236.

### Ampliación del patrimonio diocesano
Durante el obispado de García de Gúdal la diócesis incrementó considerablemente su patrimonio, en parte por la resolución a su favor del pleito con la diócesis leridana sobre la pertenencia de las iglesias de la actual comarca de Barbastro a la diócesis oscense, pero sobre todo por las donaciones que el rey Pedro II realizó a la misma ya que en el 1206 este donó la iglesia de Almudévar y otras dieciséis a la misma como compensación por la donación del cuarto episcopal de doce iglesias al hermano del rey y entonces abad de Montearagón, Fernando, algo que sería confirmado por el papa Honorio III el 5 de septiembre del 1219 cuando también añadiría otras siete iglesias que el rey no había donado aún.

### Presencia en Cortes y Concilios
Durante su obispado García de Gúdal asistió a dos concilios de la provincia Tarraconense, los realizados en el 1229 y el 1230, al igual que estuvo presente durante las Cortes que se realizaron en Huesca en los años 1215, 1219 y 1221.

## Santa María de Salas

### Leyenda original

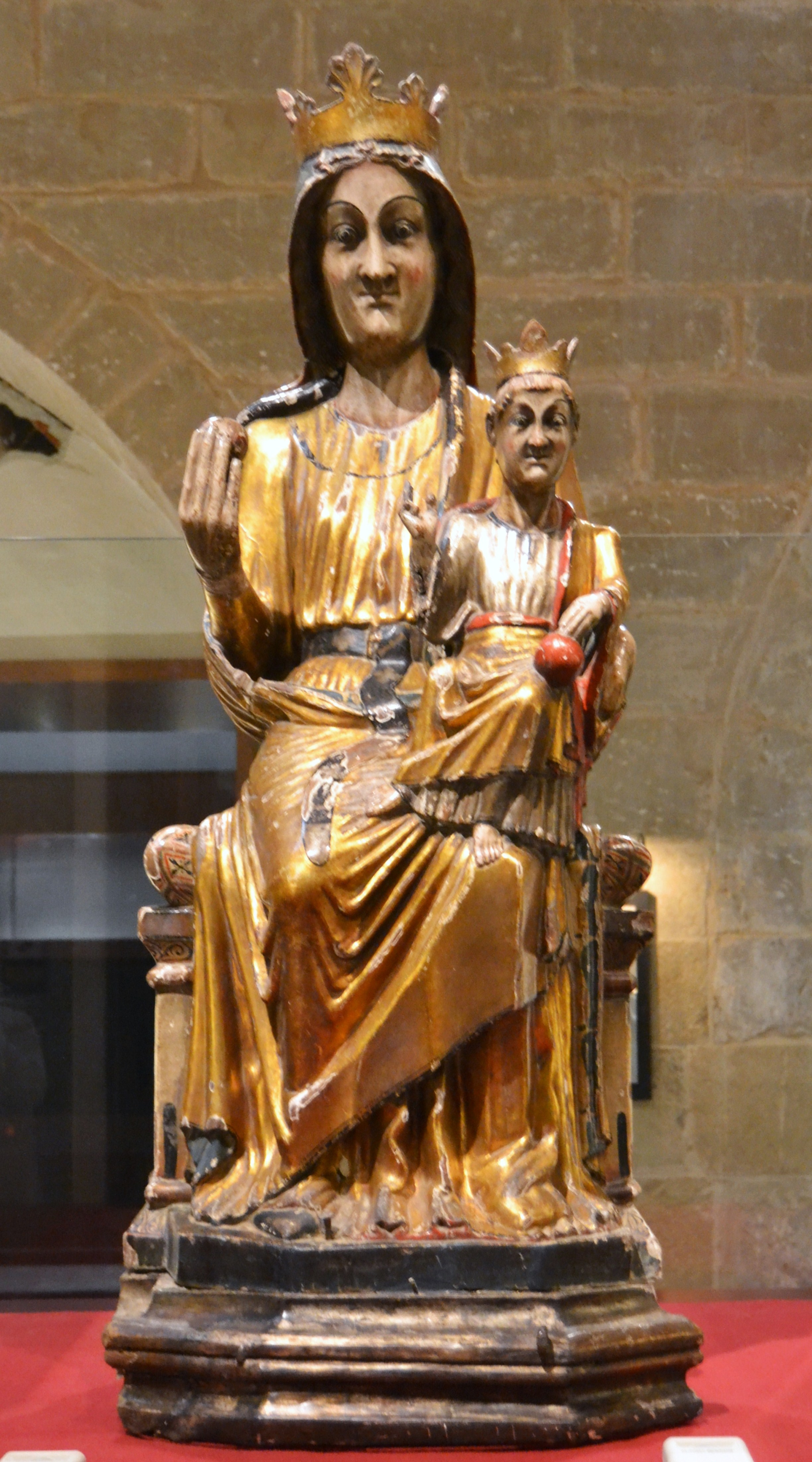
Según la leyenda, la imagen de la Virgen de Salas se encontraba originalmente en la población de Salas Altas pero milagrosamente se trasladó a la pequeña ermita de la Huerta de Huesca, dando origen a la actual ermita de Nuestra Señora de Salas o Nuestra Señora de la Huerta.

Según la leyenda fue durante el episcopado del obispo García que sucedió el milagro de la traslación de la Virgen de Salas Altas al templo oscense de la Huerta y que a pesar de la reclamación de la imagen por parte de los vecinos de la población somontana tanto los vecinos como el obispo se negaron a devolver la imagen a su lugar original y que tras conocer el hecho la reina viuda Sancha edificó un nuevo templo en su honor.

### García y Santa María de Salas
A pesar de la leyenda sobre el milagro y la fundación real del templo, que daban un perfil más prestigioso que el de una fundación obispal, se tienen noticias del templo desde el 1203 cuando se llega a una concordia entre el obispado y el priorato benedictino de San Pedro el Viejo de Huesca en donde el obispo basa su posesión del templo ya que este es de nueva fundación, mientras que tres años más tarde se tienen noticias de que en junio el matrimonio de Pedro Ferriz y Urraca Jordán prometen los beneficios de un campo cercano al templo ya construido. 

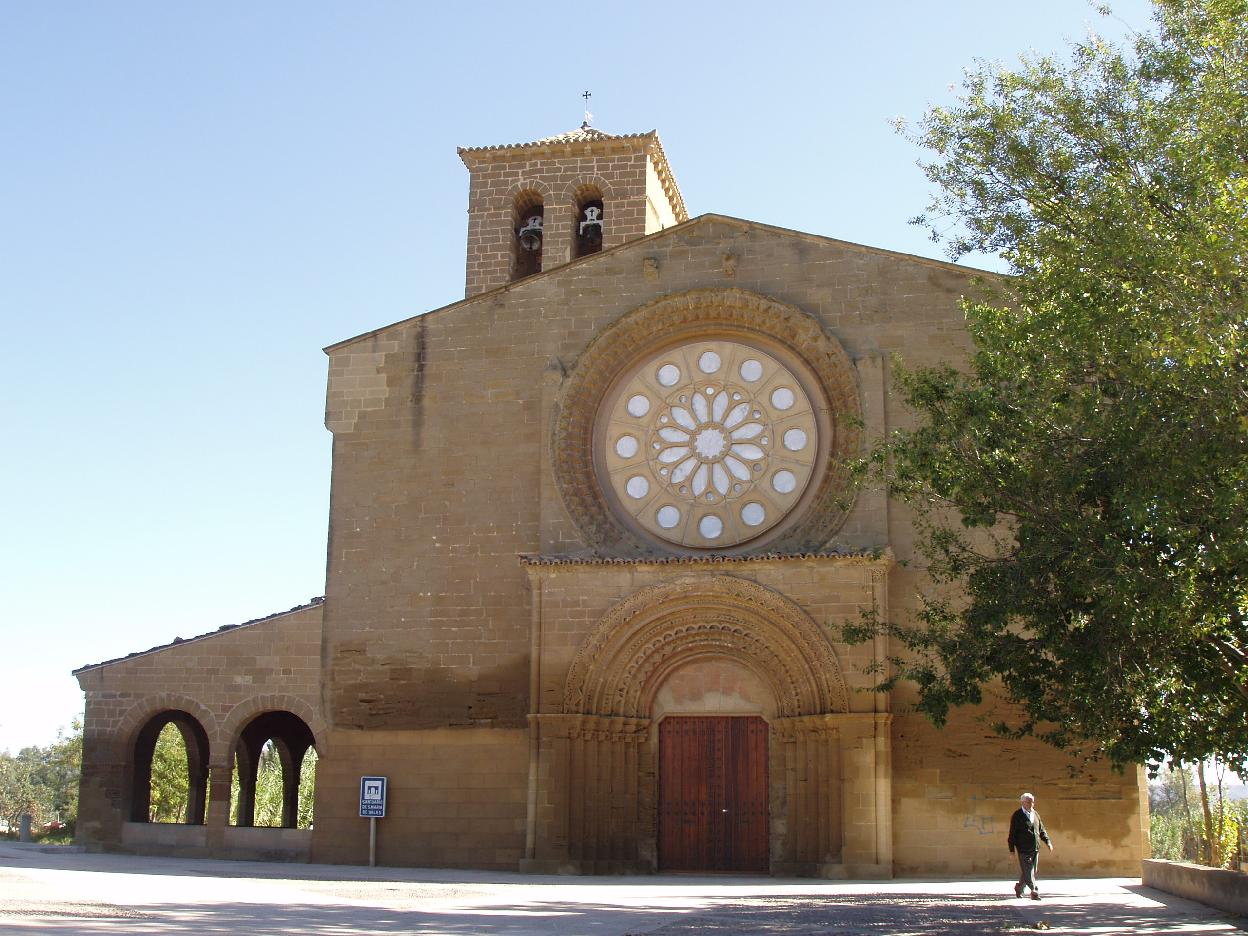
Portada de la ermita de la Virgen de Salas, fundada durante el episcopado de García de Gúdal y cuya devoción patrocinó a lo largo de su vida.

Autores como Federico Balaguer señalan al obispo como fundador original del templo ya que a pesar de la abundante documentación sobre el templo la reina viuda no aparece como tal ni mencionada con gran frecuencia, mientras que el entonces obispo aparece como principal promotor del mismo, aunque el mismo no aparece mencionado como tal igualmente sino como rector, minister y procurator de la misma según al bula papal obtenida de Honorio el 9 de diciembre de 1219 y que entró a formar parte de la mensa episcopal oscense aunque posteriormente su usufructo fue cedido a su persona hasta su renuncia, cuando retronó a la mensa.
En su periodo como obispo el templo tuvo al menos dos periodos de actividad devocional documentada, siendo el primero entre los años 1209 y 2010 hasta el 1215 cuando se produce un silencio documental del que aún se desconoce la causa, mientras que el segundo periodo va desde el 1222 hasta el 1236 cuando renuncia a su posición episcopal, sendos periodos en los que se produjeron demostraciones de religiosidad popular con sus consecuentes donaciones, llegando a documentarse hasta cuarenta donantes que le otorgaron entre otros bienes dieciséis casas, trece campos, viñas, la almunia de Isarree incluso el dominio sobre un musulmán con las que se pagaron la creación de seis capellanías, un aniversario, una escolanía y siete lámparas. 
Este volumen de donaciones está vinculado a que poco después de su fundación se empezaron a registrar hechos categorizados como milagrosos, siendo el primero en el 1212 aunque estas menciones aparecen mencionadas con más frecuencia durante el segundo periodo de donaciones.

| Predecesor: Ricardo | Obispo de Huesca 1 de diciembre de 1201-6 de julio de 1236 | Sucesor: Vidal de Canellas |